# Lioubov Sokolova (actrice)
Pour les articles homonymes, voir Sokolova.
Lioubov Sergueïvna Sokolova (en russe : Любо́вь Серге́евна Соколо́ва), née le 31 juillet 1921 à Ivanovo et morte le 6 juillet 2001 à Moscou, est une actrice soviétique.

## Biographie
Lioubov Sokolova naît le 31 juillet 1921 dans la ville d'Ivanovo-Voznesensk, province d'Ivanovo-Voznesensk dans une famille paysanne. Ses deux frères sont morts en bas âge.
En 1939-1940, elle fut étudiante à l'Université Herzen. À l'hiver 1940, un atelier de théâtre ouvre ses portes au sein du studio Lenfilm sous la direction de Sergueï Gerasimov, Lioubov Sokolova y fut acceptée parmi 22 étudiants. Parallèlement, elle apparait pour la première fois au cinéma en tant que figurante dans le film Mascarade (1941) d'après le drame éponyme de Mikhaïl Lermontov.
Pendant la Grande Guerre patriotique, elle travaille dans une usine comme mécanicienne pour fabriquer des pièces de moteurs d'avion et soigne les malades et les blessés dans un point d'évacuation. Elle se retrouve à Leningrad assiégée, où 
meurent des membres proches de sa famille, dont sa belle-mère et son premier mari Georgy Arapovski. En 1942, elle réussit à quitter la ville par la route de la Vie. De retour à Ivanovo, elle fut longtemps soignée pour les conséquences de dénutrition pendant l'état de siège, puis se rendit à Moscou pour étudier au VGIK.
À l'été 1942, elle entre au VGIK et est immédiatement inscrite en deuxième année dans l'atelier de Boris Bibikov et Olga Pyzhova. Elle travaille comme portière à la gare. En 1946, après avoir obtenu son diplôme de l'institut, elle est acceptée au Théâtre national d'acteur de cinéma.
En 1951, elle part travailler au Théâtre dramatique du Groupe des forces soviétiques à Potsdam en Allemagne. En 1956, elle retourne à Moscou et réintégré la troupe du Théâtre d'acteur de cinéma. Au total, au cours de nombreuses années d'activité créatrice active, elle a joué plus de trois cent cinquante rôles dans des films.
À l'automne 1994, la voiture dans laquelle elle et Maya Boulgakova étaient transportées à un concert s'est écrasée contre un poteau. Les actrices ont fini en soins intensifs. Sokolova en est sortie quelques semaines plus tard alors que Boulgakova est décédée quelques jours plus tard sans reprendre connaissance.
Décédée le 6 juin 2001 à l'âge de 80 ans à Moscou des suites d'une crise cardiaque, elle est enterrée au cimetière de Kuntsevo à côté de son fils.

## Filmographie partielle

### Au cinéma
- 1941 : Mascarade (Маскарад) de Sergueï Guerassimov : dame au bal
- 1948 : Histoire d'un homme véritable (Повесть о настоящем человеке) d'Aleksandr Stolper : Varvara
- 1950 : Loin de Moscou (Далеко от Москвы, Daleko ot Moskvy) d'Aleksandr Stolper : Olga Fedorovna, médecin
- 1957 : Quand passent les cigognes (Летят журавли, Letiat jouravli) de Mikhaïl Kalatozov : femme de soldat
- 1958 : Le Don paisible (Тихий Дон, Tikhiy Don) de Sergueï Guerassimov : femme de Stockman
- 1959 : La Ballade du soldat (Баллада о солдате) de Grigori Tchoukhraï : femme au marché
- 1963 : Entrée dans la vie (Вступление) de Igor Talankine : mère de Valia et Lucia
- 1963 : Je m'balade dans Moscou (Я шагаю по Москве) de Gueorgui Danielia : mère de Kolia
- 1964 : Les Vivants et les Morts (Jivye i miortvye, Живые и мёртвые) de Aleksandr Stolper : infirmière (non créditée)
- 1964 : Les Trois Sœurs (Три сестры) de Samson Samsonov : Olga
- 1965 : Cité ouvrière (Рабочий посёлок, Rabotchi poselok) de Vladimir Venguerov : Kapoustina
- 1967 : Le Bonheur d'Assia (История Аси Клячиной, которая любила, да не вышла замуж) d'Andreï Kontchalovski : Maria, mère de Michanka
- 1968 : Nous vivrons jusqu'à lundi (Dojiviom do ponedelnika) de Stanislav Rostotski
- 1970 : Brille, mon étoile, brille (Гори, гори, моя звезда) d'Alexandre Mitta : femme de Fiodor
- 1971 : Les Gentilshommes de la chance (Джентльмены удачи) d'Aleksandre Sery : directrice de la maternelle
- 1972 : À bâtons rompus (Petchki-lavotchki, Печки-лавочки) de Vassili Choukchine : chef du wagon
- 1974 : Le Dit du cœur humain (Повесть о человеческом сердце) de Daniil Khrabrovitski : la secrétaire
- 1974 : Souviens-toi de ton nom (Zapamiętaj imię swoje) de Sergueï Kolossov : factrice
- 1975 : L'Ironie du sort (Ирония судьбы, или С лёгким паром!) d'Eldar Riazanov : Olga Cheveleva
- 1975 : Quand arrive septembre ( 	Когда наступает сентябрь) d'Edmond Keossaian : gardienne à l'usine
- 1983 : Et la vie, et les larmes et l'amour (И жизнь, и слёзы, и любовь) de Nikolaï Goubenko : Polina Ivanovna
- 1984 : Vozvrachtchenie s orbity (Возвращение с орбиты) d'Aleksandr Sourine (ru)
- 1988 : Zone interdite (Запретная зона) de Nikolaï Goubenko : Alexandra, présidente du conseil du village
- 1998 : Composition pour le jour de la victoire (Сочинение ко Дню Победы) de Sergueï Oursouliak : Ania

### À la télévision
- 1988 : La Vie de Klim Samguine (Жизнь Клима Самгина) de Viktor Titov : Anfimovna (série télévisée en quatorze parties)